# Hocus Pocus (romanzo)
Hocus Pocus è un romanzo del 1990 di Kurt Vonnegut.

## Introduzione
Il romanzo si svolge negli USA nel 2001, dieci anni dopo la redazione dello stesso.
Il personaggio principale e voce narrante è Eugene Debs Hartke, nato nel 1940, un veterano della guerra del Vietnam, professore universitario e carillonneur che si rende conto di aver ucciso esattamente tante persone quante il numero di donne con cui ha avuto rapporti sessuali. Il nome del personaggio è un omaggio al leader politico Eugene Victor Debs e al senatore contro la guerra Vance Hartke, entrambi dello stato di Vonnegut, l'Indiana.
Il romanzo è strutturato come se fosse stato scritto su molti pezzi di carta assemblati in seguito, "Le righe, poco convenzionali che separano i vari brani all'interno di ciascun capitolo, indicano dove un pezzo di carta finiva e ne cominciava un altro."

## Sinossi
Eugene Debs espone la propria biografia e le proprie riflessioni mentre sta attendendo il processo, accusato di complicità nell'evasione di massa dal carcere di Athena. L'accusa si basa, senza altre prove, sul fatto che tutti i detenuti erano di colore e che non sarebbero quindi stati in grado di organizzare un piano senza l'aiuto di un bianco.
Eugene Debs, reduce dal Vietnam, aveva trovato lavoro come professore universitario, posizione da cui era stato licenziato in seguito alla diffusione di molte sue battute, ritenute disfattiste, registrate da un'allieva, figlia di un famoso commentatore conservatore nonché membro del consiglio di amministrazione della stessa università. Eugene poi diventa un insegnante in una vicina prigione sovraffollata gestita da una società giapponese e viene a conoscere i membri di ogni comunità, mentre riflette sulla sua propria storia e lavora per garantirsi la sopravvivenza.

## Edizioni
- Kurt Vonnegut, Hocus Pocus, traduzione di Pier Francesco Paolini, Bompiani, 1991, ISBN 978-88-452-1809-5.
- Kurt Vonnegut, Hocus Pocus, traduzione di Pier Francesco Paolini, Bompiani, 2001, ISBN 978-88-452-4772-9.
- Kurt Vonnegut, Hocus Pocus, collana Tascabili narrativa, traduzione di Pier Francesco Paolini, Milano, Bompiani, luglio 2021, ISBN 9788830103856.